# Bitwa pod Radziwiłłowem
Bitwa pod Radziwiłłowem, także jako wyprawa na Radziwiłłów wzgl. bitwa o Radziwiłłów – atak sił polskich podczas powstania styczniowego na miasto Radziwiłłów 2 lipca 1863, zakończony niepowodzeniem.

## Przebieg
Wyprawa sił polskich na Wołyń była w planowana od kwietnia 1863, jednakże dopiero pod koniec czerwca tego roku doczekała się realizacji. Pod koniec tego miesiąca od Łuczyc do Sieńkowa gromadziły się siły powstańcze. Zamierzano przypuścić atak na słabo – według oceny dowództwa – obsadzoną załogę miasta Radziwiłłów (miała ona liczyć około 500 ludzi). Zorganizowała wyprawa składała się z trzech zgrupowań. Pierwszym oddziałem, stanowiącym lewe skrzydło, dowodził płk Franciszek Horodyński (360 ochotników). Drugi oddział, tj. środkowy, był dowodzony przez gen. Józefa Wysockiego (zorganizowany w lasach berlińskich, liczył 800 piechoty i 200 jazdy). Trzeci oddział stanowił prawe skrzydło i był kierowany przez płk. Józefa Miniewskiego. Według przyjętego planu oddział Wysockiego miał zaatakować miasto od południa czyli przedmieścia Lewiatyn. Następnie do ataku miał przejść oddział Horodyńskiego od strony Krzemieńca (tj. od strony wschodniej), natomiast siły Miniewskiego miały uderzyć od strony północnej.
Siły polskie po przekroczeniu granicy miała dotrzeć do Radziwiłłowa. Oddział Wysockiego dotarł pod miasto z opóźnieniem, bo o godz. 7 rano w dniu 2 lipca 1863. Wcześniej, bo o godz. 4 rano atak rozpoczął oddział Horodyńskiego, który sam poległ w walce, a wobec śmierci także kilku oficerów, zgrupowanie to uległo przerzedzeniu i rozproszeniu. Podjęte najwcześniej działania tego oddziału skutkowały wzmocnieniem przez Rosjan rejonu Lewiatyna, który zgodnie z planem miał zostać zajęty przez Polaków bez względnych komplikacji. Przybyły tam oddział gen. Wysockiego po trudnych zmaganiach zdobyły to miejsce. Tym niemniej po 5 godzinach bojów siły te (szefem sztabu został płk Jan Stella-Sawicki w miejsce rannego Domagalskiego) około godz. 14 wycofały się i zajęły pozycje obronne w oczekiwaniu na atak wroga. W czasie walk ich liczba uległa uszczupleniu i wynosiła około 500. W konsekwencji rozprężenia, zdemoralizowania oraz przewagi wojsk rosyjskich oddział Wysockiego kontynuował odwrót i ostatecznie przekroczył kordon austriacki.
Trzeci z udziałów, dowodzony przez Miniewskiego ostatecznie nie wziął udziału w ataku, jako że na czas nie dotarł do miasta „z winy organizacji cywilnej”. Przez kilka dni przemieszczał się wzdłuż kordonu i finalnie 4 lipca 1863 wrócił na obszar zaboru austriackiego.
Przyczyną klęski sił powstańczych był źle skoordynowany atak.